# Heber Ramos Paz

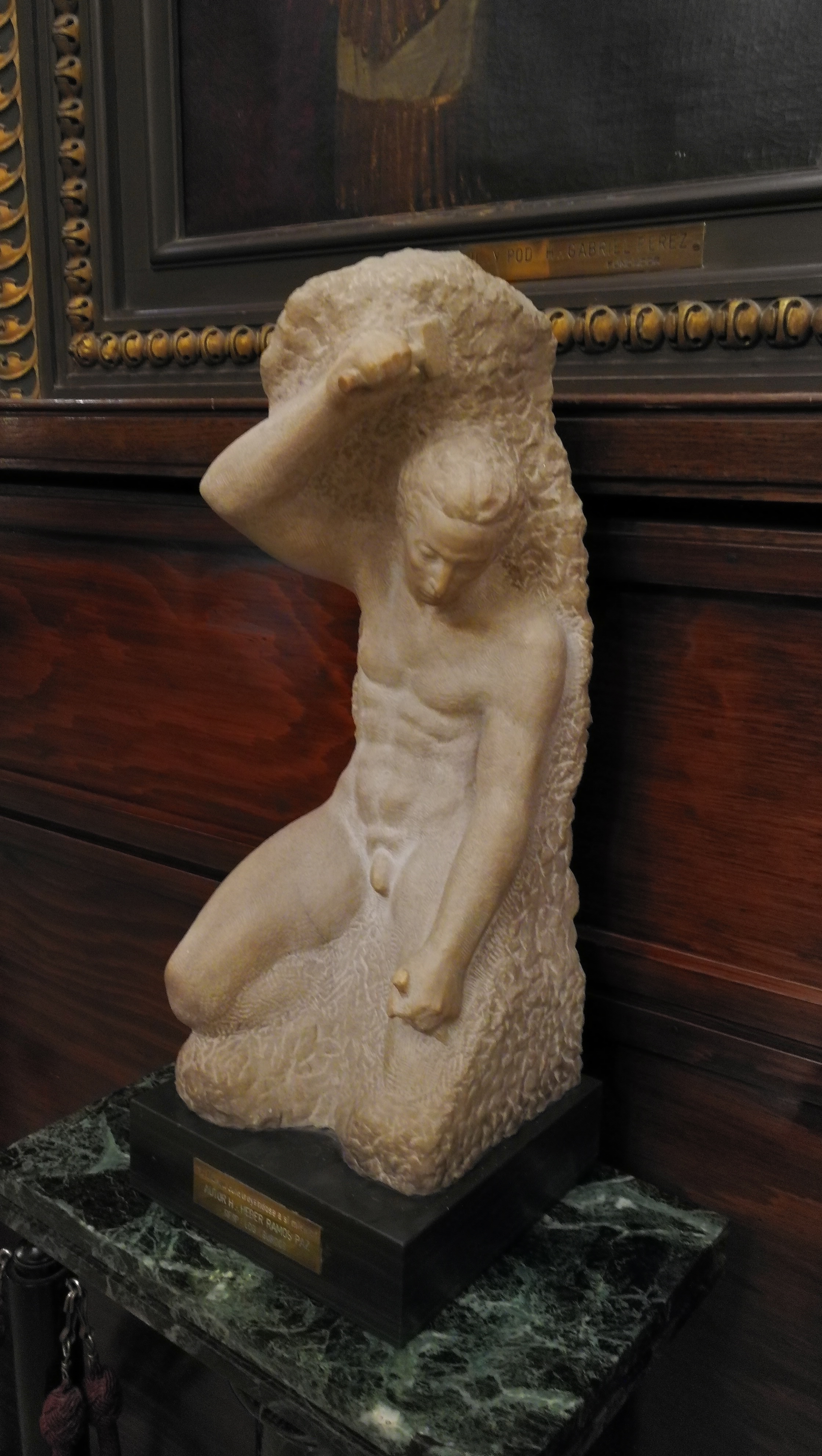
Escultura en mármol: representa al Hombre en el proceso de tallarse a sí mismo, en un camino de perfeccionamiento, estudio, crecimiento personal, basado en su determinación única, propia, pero en compañía de sus iguales.

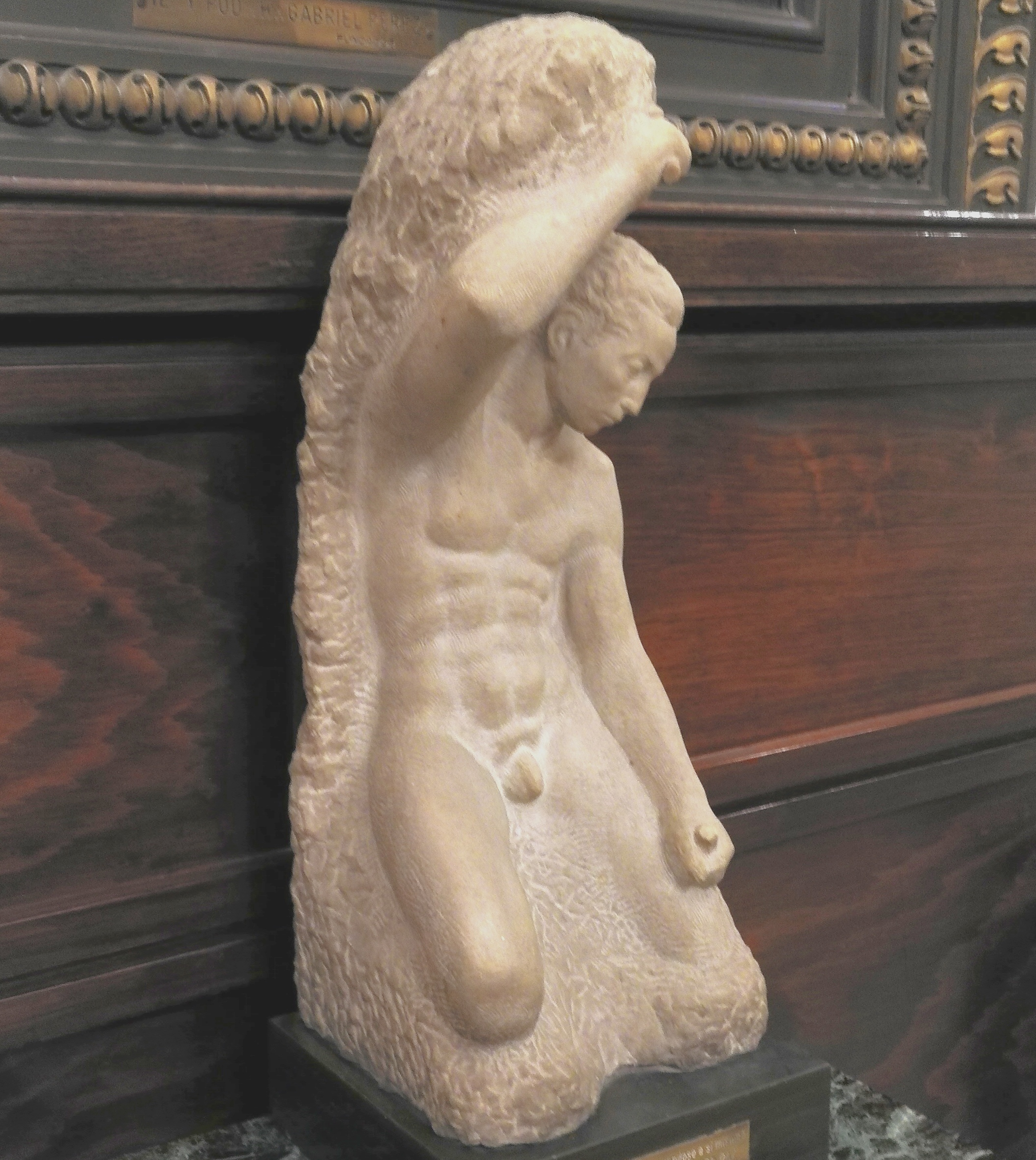

Heber A. Ramos Paz (Montevideo, 1924-Montevideo, 17 de julio de 2024) fue un escultor uruguayo que realizó varias fachadas a edificios de Instituciones de Uruguay. 

## Biografía
Fue profesor de modelado de Julia Vicente de Estol.

## Obras
Su obra más representativa es el relieve titulado: "Éxodo del Pueblo Oriental", que fue inaugurado el 10 de setiembre de 1958. Adosado a la fachada de la sede del Banco de la República, en la confluencia de las calles Cerrito y Zabala. El grupo está tallado en granito gris.
El modelo en escayola,  de esta obra puede verse en la Colección Nicolas García Uriburu de la Colección de Pintura y Escultura Nacional del Uruguay en Maldonado.·
Obtuvo una medalla de oro con una figura  de alambre soldado en el Salón de Escultura de 1966, desbancando a Javier Nieva que se llevó la de plata con la figura de "Eva".